# 日本惣菜協会
一般社団法人日本惣菜協会（にほんそうざいきょうかい、英: Japan Ready-made Meal Association）は、惣菜メーカーによる業界団体。惣菜メーカーの合理化・近代化や、消費者に安全な惣菜を提供することなどを目的としており、惣菜管理士の資格制度も実施している。元農林水産省所管。

## 概要
- 本部所在地 - 〒102-0093 東京都千代田区平河町1-3-13
- 会長 - 平井浩一郎 （株式会社ヒライ 代表取締役社長）

## 沿革
- 1977年5月 - 任意団体日本惣菜協会設立。
- 1979年5月 - 農林水産省の設立許可を受け、社団法人となる。
- 1986年 - 惣菜管理士の研修制度開始。
- 1993年 - 惣菜管理士の資格制度開始。
- 2009年10月15日 - 小売店店頭で「惣菜管理士のいる店」の表示制度開始。

## 惣菜管理士
食品に関する基礎知識や専門知識の習得を目的に、1993年に資格制度としてスタートした。「安全と栄養」をテーマとした3級（ミールリプレイスメントジュニア）、「品質と製造」をテーマとした2級（ミールリプレイスメントシニア）、「経営と管理」をテーマとした1級（ミールリプレイスメントマスター）の3段階に分かれている。通信教育と集合研修からなる研修ののちに行われる筆記試験に合格した者が認定され、2008年までに延べ14,000人を越える合格者を輩出している。2009年10月15日からはスーパー・百貨店・専門店などの小売店店頭で「惣菜管理士のいる店」の表示制度を開始した。